# Торилон бурий
Торило́н бурий (Uromyias agraphia) — вид горобцеподібних птахів родини тиранових (Tyrannidae). Ендемік Перу.

## Підвиди
Виділяють три підвиди:
- U. a. agraphia (Chapman, 1919) — Анди на південному сході Перу (Кордильєра-де-Вільканота і долина Урубамба в Куско);
- U. a. plengei (Schulenberg & Graham, 1981) — Анди на півночі центрального Перу (Кордильєра-де-Колан[en] в Амазонасі);
- U. a. squamiger O'Neill & Parker, TA, 1976 — Анди в центрі Перу (Кордильєра-де-Карпіш[es] на сході Ла-Лібертаду і Уануко).

## Поширення і екологія
Бурі торилони живуть у вологих гірських тропічних лісах і високогірних чагарникових заростях Перуанських Анд. Зустрічаються парами або зграйками до 6 птахів, на висоті від 2700 до 3600 м над рівнем моря. Іноді приєднуються до змішаних зграй птахів. Живляться комахами. 